# Liodessus andinus
Liodessus andinus är en skalbaggsart som beskrevs av Guignot 1957. Liodessus andinus ingår i släktet Liodessus och familjen dykare. Inga underarter finns listade i Catalogue of Life.